# Beslan Mudranov
Beslan Mudranov, né le 7 juillet 1986 à Baksan, dans la république de Kabardino-Balkarie, est un judoka et un pratiquant de sambo de nationalité russe et d’ethnie tcherkesse.
Il a été plusieurs fois champion d'Europe. Il est champion olympique aux jeux de Rio en 2016, et vice-champion du monde en 2014.

## Palmarès
| Année | Compétition           | Lieu           | Résultat | Catégorie      |
| ----- | --------------------- | -------------- | -------- | -------------- |
| 2012  | Championnats d'Europe | Tcheliabinsk   | 1er      | Moins de 60 kg |
| 2014  | Championnats d'Europe | Montpellier    | 1er      | Moins de 60 kg |
| 2014  | Championnats du monde | Tcheliabinsk   | 2e       | Moins de 60 kg |
| 2015  | Championnats d'Europe | Bakou          | 1er      | Moins de 60 kg |
| 2016  | Jeux olympiques       | Rio de Janeiro | 1er      | Moins de 60 kg |
| 2018  | Championnats d'Europe | Tel Aviv       | 3e       | Moins de 60 kg |

Il est aussi vice-champion du monde de sambo des moins de 52 kg en 2007 à Prague.